# Новак Белоцрквић
Новак Белоцрквић (умро 1398. године) је био српски војвода, владар Хвосна и Топлице. Познат је по побуни против Стефана Лазаревића коју је 1398. године предводио заједно са Николом Зојићем. Побуна је завршена неуспехом, а Белоцрквић је погубљен.

## Биографија
Најзначајнији извор који помиње устанак из 1398. године је Житије деспота Стефана од Константина Филозофа. Након Косовске битке, Стефан Лазаревић се повукао у матичне земље где је покушавао да учврсти власт. Спроводио је политку смањивања личне власти крупних великаша који су размишљали да се окористе неприликама након битке и да се осамостале. Властела је настојала да се ослободи младог владара и да се потчини непосредно Турцима, чиме би повећала своју моћ и утицај. Предводници побуњеника 1398. године су, према Константину Филозофу, су Новак Белоцрквић и Никола Зојић, обојица са титулама војвода. На основу једне повеље манастиру Хиландару из 1400. године сазнајемо да су се поседи Новака Белоцрквића налазили у долини Топлице и на Хвосну. У долини Топлице држао је области око Беле Цркве (данашња Куршумлија). Помиње се насеље Црколез које се налази на око 20 километара северозападно од Пећи. Ово је једино познато место у Хвосну које је Новак држао. До Маричке битке било је у рукама Вукашина Мрњавчевића, после тога накратко у држави Милоша Повика, па Николе Алтомановића. Након расапа Николе Алтомановића, ова област улази у састав државе кнеза Лазара. Вук Бранковић се после 1389. године шири на ове крајеве те је могуће да је Новак прихватио његову власт иако о томе нема података у историјским изворима – Константин Филозоф изричито наводи да је Новак признавао вазалан однос према Стефану Лазаревићу.
Стефанова држава је средином последње деценије 14. века била у опасности од угарског краља Жигмунда. Стефану је због тога била потребна унутрашња стабилност, односно подршка властеле. Циљ властеле био је да се осамостали, односно потчини непосредно Бајазиту. Константин пише да је 1398. године побуну подигла властела коју је још Стефанов отац бацио под ноге. Именује Новака Белоцрквића и Николу Зојића као предводнике побуњеника, са „другим неким“ чија имена не наводи. Стефанов биограф пише да су побуњеници измислили многе кривице Стефана које су намеравали да изнесу пред Бајазита; између осталог га оптужују за сарадњу са Угарима. Константин Филозоф овде помиње и трећу личност побуне, Михаила. Константин Филозоф не наводи титулу Михаила нити га повезује са каснијим војводом Михаилом кога у житију помиње 1413. године. По избијању побуне нашао се у кругу завереника. Поверен му је задатак да Бајазиту пренесе гласине о наводној Стефановој издаји. Међутим, Михаило „увек благородан и веран Стефану“, се у одсудном тренутку окреће против завереника и јавља Стефану о побуни. Новак Белоцрквић је позван од стране Стефана да изађе на његов двор. Пошто није знао да је побуна откривена, Белоцрквић се одазвао позиву. Стефан га је погубио.
Гушењем побуне из 1398. године Стефан је зауставио процес политичке децентрализације своје државе. Остала властела вероватно му се предала без борбе. Тиме је Стефан и учврстио своју власт. На састанку са Бајазитом 1398. године, турски султан саветује младог владара да побије крупну и уздигне ситну властелу и тако учврсти власт у својој држави (Константин Филозоф). Стефан је гушењем побуне спречио унутрашње немире за дужи период. Следећи пут се за учвршћење власти морао борити тек 1409. године.